# Werner Zerweck
Werner Hugo Zerweck (* 14. März 1899 in München; † 10. September 1965 in Königstein) war ein deutscher Chemiker, Manager und Vorstandsvorsitzender der Cassella Farbwerke Mainkur von 1953 bis 1963. Er war seit 1953 Mitglied des Beirats der Deutschen Bank und war Honorarprofessor der Friedrich-Alexander-Universität Erlangen-Nürnberg.

## Leben

### Studium
Werner Zerweck studierte Chemie an der Technischen Hochschule München. Seine Doktorarbeit fertigte er im Laboratorium von Hans Fischer an. Dort arbeitete er im Wesentlichen an der Aufklärung des Blutfarbstoffs Hämin. Sein Studium schloss er 1922 mit der Promotion zum Thema „Synthesen substituierter Pyrrole“ bei Hans Fischer ab. Anschließend war er für zwei Jahre Assistent Fischers.

### Karriere bei Cassella
Im August 1923 bewarb sich Werner Zerweck bei der Firma Cassella. Sein Lehrer, Hans Fischer, hatte ihm ein  Empfehlungsschreiben mitgegeben, in dem es u. a. hieß: „...Von meinen Assistenten könnte ich einen der tüchtigsten, Herrn Zerweck, in absehbarer Zeit abgeben... Er besitzt eine gute umfassende Allgemeinbildung, und ich halte ihn für einen erstklassigen Chemiker, mit dem Sie vorzüglich fahren würden...“
Am 1. April 1924 begann Zerwecks Laufbahn bei der Cassella, zunächst im wissenschaftlichen Labor unter der Leitung von Arthur von Weinberg. Bald kam es zu einer engen Zusammenarbeit von Werner Zerweck mit dem Farbstoffpionier der Cassella, Richard Herz. Hauptarbeitsgebiete waren die Küpenfarbstoffe, vor allem der Anthanthron-, Anthrachinon- und der indigoiden Reihe, ferner die Naphthol-AS-Farbstoffe.
1932 übernahm W. Zerweck zusammen mit Otto Bayer die Leitung der wissenschaftlichen Forschung in den Farbwerken Mainkur. 1933 wurde W. Zerweck im Alter von 34 Jahren mit der Gesamtleitung der wissenschaftlichen Forschung der Cassella Farbwerke Mainkur AG betraut, nachdem 0. Bayer zum Leiter des Hauptlaboratoriums der Farbenfabriken Bayer berufen worden war. Damit wurde das Produktionsprogramm bedeutend erweitert. Hinzu kamen u. a.  Kunststoffe, vor allem die von Zerweck erfundenen Melaminharze, Klebstoffe, eine Fülle von Veredlungsprodukten für verschiedene Industriezweige, Schädlingsbekämpfungsmittel und auch pharmazeutische Erzeugnisse.
In den späten 30er Jahren wurde bei Cassella die PAN-Faser auf Basis von Polyacrylnitril entwickelt. Den Durchbruch erzielte die Zusammenarbeit mit Herbert Rein (Wolfen und Augsburg) durch die Verwendung von ungewöhnlichen Lösungsmitteln wie  Dimethylformamid. Die Entwicklung der PAN-Faser wurde durch den Krieg gebremst. Herbert Rein leitete ab 1950 die Abteilung Kunststoffe bei Cassella. Das PAN-Projekt bei Cassella befand sich bereits im Stadium einer Pilotanlage, als es an die Bayer AG verkauft wurde. Bayer brachte die Faser dann unter dem Namen Dralon auf den Markt.
In den Jahren 1934 bis 1959 gingen aus dem wissenschaftlichen Laboratorium der Cassella mehr als 1250 deutsche Patente und Patentanmeldungen hervor, wovon rund 500 den Namen von Zerweck tragen.
1936 hatte Zerweck Prokura erhalten. 1939 wurde er stellvertretender Werksleiter, und die Zahl seiner Mitarbeiter stieg allmählich auf 25 Chemiker. Nach der Auflösung der IG Farbenindustrie wurde Zerweck 1947 als zweiter Vorsitzender in die Geschäftsleitung berufen und ihm die gesamte wissenschaftliche Leitung im Werk einschließlich der Koloristischen und Anwendungstechnischen Abteilung sowie der Patentabteilung übertragen. Bei der Neugründung der Cassella Farbwerke Mainkur AG. erhielt er den Vorsitz im Vorstand. Diese Position und die des Forschungsleiters behielt er bis zu seiner Pensionierung 1963.
Unter der Leitung von Zerweck erweiterten sich die Aktivitäten von Cassella deutlich in Richtung Pharma und Kosmetik. 1953 übernahm Cassella die Curta & Co. GmbH, aus der sich später die Jade Cosmetic GmbH entwickelte. 1955 erwarb Cassella eine Beteiligung an der Riedel-de Haën AG (Seelze), die später auf über 95 % aufgestockt wurde. Gemeinsam mit Riedel-de Haen wurde 1962 die Cassella-Riedel-Pharma GmbH gegründet. Aus der Pharma-Forschung von Cassella gingen zahlreiche erfolgreiche Präparate hervor, allen voran das Intensain (1951, Carbocromen), ein Vasodilatator zur Bekämpfung von Herzkrankheiten.

### Akademische Lehre
Die Universität Erlangen erteilte Zerweck 1948 einen Lehrauftrag für „Neuere Verfahren auf dem Gebiet der aliphatischen Chemie.“ Angesichts der großen wissenschaftlichen Leistungen, besonders auch der weitgehenden Konstitutionsaufklärung der Schwefel-Farbstoffe, beantragte die Universität 1950 seine Berufung zum Honorarprofessor mit Lehrauftrag für die „Chemische Technologie organischer Stoffe“. Weitere Vorlesungen Zerwecks betrafen Kunststoffe und Küpenfarbstoffe.

## Ehrungen
- Verdienstkreuz der Verdienstorden der Bundesrepublik Deutschland (2. Februar 1953)